# ブトゥン島
ブトゥン島（ブトゥンとう、英名:Buton・Butung・Boeton）は、インドネシア共和国、南東スラウェシ州に属する、面積4,200 km2、人口約26.4万（2005年統計）の島。
「K」の字の形で知られるスラウェシ島の南東端の沖に、西隣りのムナ島と並んで位置している。中心となる町は島の南西に位置するバウバウで、ここは古くから海上交通の中継点として重要な港町であったらしく、16世紀ごろからイスラム教のスルタン、ウォリオ(Wolio)王国の王宮を兼ねた要塞が築かれている。
現在の島の主な産業は林業と農業であるが、近年森林には自然保護のための規制が掛けられている。
島内の少数民族であるチアチア族の言語チアチア語において、韓国の支援により、表記文字としてハングルを導入する動きがあったが、韓国側の予算不足により事実上頓挫している。ちなみにチアチア語には表記文字として元々グンドゥール文字がある。